# Hungry Bentley
Hungry Bentley è un villaggio e parrocchia civile dell'Inghilterra, appartenente alla contea del Derbyshire.